# インターナショナルスペシャル
インターナショナルスペシャル（International Special）は、アメリカ合衆国において1924年に行われた競馬の国際競走シリーズである。フランスの競走馬による初のアメリカ遠征となり、アメリカおよびヨーロッパの競馬における、大西洋間の国際交流競走の黎明となった。

## 経緯
1923年にイギリスのダービーステークス優勝馬パパイラスと、アメリカのケンタッキーダービー優勝馬ゼヴのマッチレースが企画され、同年の10月20日にベルモントパーク競馬場において初の英米競馬対決が実現した。結果は地の利もあってか、ゼヴが5馬身の差をつけて勝利した。
イギリスのチャンピオンホースの来場に観客も大勢詰めかけ、また興行的にも大成功を収めるに至った。またこの競走はアメリカ初となるラジオによる競馬実況の全国放送となり、さらに記録映画は全米の映画館で公開された。
この対決はアメリカ・イギリス双方の競馬関係者、および競馬ファンに大きな関心を与え、再度の対決が望まれるようになった。そしてこの機運の高まりに、イギリス競馬と密接な関係にあるフランスの競馬関係者らも誘われることになる。
当時のアメリカ競馬界の重鎮であったオーガスト・ベルモント・ジュニア、ジェームズ・シヴリン、マット・ウィンの3名は馬主ピエール・ヴェルテメールに交渉を持ちかけ、当時フランス・イギリスの両国で活躍していたエピナールの出走を取り付けることに成功した。エピナールはアメリカの異なる3つの競馬場で競走を行うことになり、それぞれマッチレースではなく多頭数での競走という形がとられた。
かくして、それらの3競走は「インターナショナルスペシャル」という競走名をつけられ、同年の主要競走以上に注目を集めるものとなった。

## 競走概要
それぞれの競走は開催順にNo. 1からNo. 3まで番号が割り振られた。以下、「第○戦」という形で表記する。

### 第1戦
- 施行日 - 1924年9月1日
- 開催地 - ベルモントパーク競馬場（ニューヨーク州）
- 施行条件 - ダート6ハロン（約1207メートル）
- 総賞金 - 25000ドル+付加賞

この初回の競走のみ、イギリスのエドワード皇太子が観覧していた。前年の国際競走の立役者であるゼヴ、前年の最優秀2歳牡馬であるワイズカウンセラー、ドワイヤーステークス優勝馬のラドキン、そしてエピナードなど全部で9頭が出走した。
優勝はオーガスト・ベルモントの所有馬ワイズカウンセラーで、エピナールは2着に入り、3着にはラドキンが食い込んだ。ゼヴは見せ場なく5着に終わった。

### 第2戦
- 施行日 - 1924年9月27日
- 開催地 - アケダクト競馬場（ニューヨーク州）
- 施行条件 - ダート8ハロン（約1609メートル）
- 総賞金 - 25000ドル+付加賞

主な出走馬は、前走1・3着のワイズカウンセラーとラドキン、エピナール、ゼヴ、そしてトラヴァーズステークス優勝馬のリトルチーフなどであった。優勝馬は前走3着であったラドキンで、エピナードは再び2着、3着にはワイズカウンセラーが入った。

### 第3戦
- 施行日 - 1924年10月
- 開催地 - ラトニア競馬場（ケンタッキー州）
- 施行条件 - ダート10ハロン（約2012メートル）
- 総賞金 - 50000ドル+付加賞

前走の出走馬たちがほとんど回避した一方で、新たにラトニアダービー優勝馬のチルホーウィー、同年のベルモントステークス優勝馬マッドプレイや、ケンタッキーオークス優勝馬のプリンセスドリーン、そしてハンデキャップ競走で猛威を振るっていたサラゼンなどの錚々たる面子が出走を表明した。
前走・前々走と2着のエピナールは1番人気に支持されたが、並み居る強豪の中で優勝を勝ち取ったのはサラゼンで、トラックレコードでの勝利であった。エピナードはまたもや2着に終わり、3着にはマッドプレイが入着した。

## その後
3戦とも2着に終わったエピナールであったが、この一連の健闘が評価されて、外国馬でありながら同年のアメリカ最優秀古牡馬に選ばれた。また、サラゼンは同年の年度代表馬および最優秀3歳牡馬に選出された。